# Orla (Perpignan)
Pour les articles homonymes, voir Orla (homonymie).
Orla est un village et le plus ancien ordre des Templiers à Perpignan, dans la région de Roussillon, en Catalogne nord.

## Situation
Il se situe près de l'extrémité ouest de la ville, juste au sud du grand Saint-Charles International, à l'est et à l'ouest de Mas Bedos et Mas Orlina. 

## Historique
Il avait été le centre de l'Ordre de Orla, initialement les Templiers, il s'est ensuite développé un village fortifié durant le XIIe siècle et le XIIIe siècle. À partir du XIVe siècle, l'attraction de la ville de Perpignan fait décliner le village. Il reste l'église de Saint-Étienne d'Orla.